# Vostok Airlines
Vostok Airlines (Russisch: ОАО «Авиакомпания «Восток») of Avia Vostok is een Russische luchtvaartmaatschappij met haar thuisbasis in Chabarovsk. Zij voert passagiers- en vrachtcharters uit in het oosten van Rusland.

## Geschiedenis
Vostok Airlines werd in 1945 opgericht en werd in 1993 omgevormd tot een particulier bedrijf.

## Vloot
De vloot van Vostok Airlines bestaat uit: (augustus 2006)
- 5 Antonov AN-28
- 2 Antonov AN-38
- 6 Let L-410 UVP